# 库夫朗
库夫朗（法語：Couflens）是法国阿列日省的一个市镇，属于圣吉龙区（Saint-Girons）乌斯县（Oust）。该市镇2009年时的人口为86人。

## 人口
库夫朗人口变化图示
| 数据来源：INSEE |